# مثلث واژگون
مثلث واژگون (به انگلیسی: The Upside-down Triangle) اولین فیلم سینمایی حسین رجبیان فیلمساز مستقل ایرانی می‌باشد که به روش دیجیتال سینما در فضای تصویری سیاه‌وسفید توسط وی (که سال‌ها در زمینه عکاسی فعالیت می‌نمود) فیلمبرداری و کارگردانی شده‌است. فیلمبرداری این فیلم از انتهای بهمن ۱۳۹۱ تا میانه اردیبهشت ۱۳۹۲ بعلت هماهنگی محلی و بارش برف در ارتفاعات البرز مرکزی در کوهستان شمالی ایران به طول انجامید و هرگز در جایی به نمایش عمومی در نیامده است.

## خلاصه داستان
مرد از طلاق زنش پشیمان شده و می‌خواهد او را دوباره از آن‌خود سازد ولی شوهرکنونی‌زن، حاضر به طلاق او نمی‌شود. همسرکنونی‌زن (که مأمور کاشت تابلوهای راهنمایی و رانندگی در جادهٔ متروک مرزی شده) برای آنکه زنش از کمند آزار و اذیت همسرسابقش در امان باشد او را با خود در این سفر همراه می‌کند. همسر سابق‌زن، که از سفر آن‌ها مطلع گشته است، به دنبال آن‌ها راه می‌افتد و تصمیم می‌گیرد از راه‌قانون‌خودش، از آن‌ها انتقام بگیرد.

## دستگیری کارگردان
تمامی متریال این فیلم پس از دستگیری حسین رجبیان در ۱۳ مهر ۱۳۹۲ توسط نیروهای امنیتی ایران توقیف شد تا این فیلم که دارای مجوز ساخت هم می‌بود پس از آن دستخوش ناهماهنگی و سانسور در پخش بشود. این فیلم با پیش آمد فوق هرگز در ایران به نمایش در نیامد. البته نکته شایان ذکر این است که هنوز هم متریال اصلی از جمله باند بین‌الملل صدای نهایی فیلم به حسین رجبیان به عنوان تهیه‌کننده بازگردانده نشده‌است. وی پس از این دستگیری بیش از دو ماه را به صورت انفرادی در بند دو الف زندان اوین گذراند و تهدید به اعتراف تلویزیونی علیه خود شد و سپس با وثیقه ۲۰۰ میلیون تومانی به صورت مشروط در آذر ماه سال ۱۳۹۲ آزاد شد. پرونده حسین رجبیان پس از دو سال و نیم در تابستان ۱۳۹۴ سرانجام در شعبه ۲۸ دادگاه انقلاب به ریاست قاضی مقیسه جریان یافت و سرانجام وی به اتهام فعالیت غیرمجاز سینمایی، توهین به مقدسات و تبلیغ علیه نظام به شش سال حبس و جریمه نقدی محکوم شد. در نهایت این حکم در دادگاه تجدید تهران به سه سال زندان تعزیری و سه سال حبس تعلیقی و جریمه نقدی تغییر یافت.

## ممیزی و سانسور
این فیلم قبل از هر کسی توسط نیروهای امنیتی ایران مورد بازبینی قرار گرفت و سرانجام نسخه بازیافتی آن از ۱۰۶ دقیقه نهایت به ۸۰ دقیقه تقلیل یافت و توانست پروانه نمایش را از معاونت سینمایی وزارت فرهنگ و ارشاد اخذ نماید تا نسخه ۷۲ دقیقه ایی آن که مجدد تدوین شده‌است با نام تازه‌ایی (آسمان به زمین می‌رسد) قابل ارائه باشد که نتوانست هیچ تأثیری بر سرنوشت آن بگذارد. البته بلندترین نسخه موجود فیلم نسخه بازیافتی و بینابین ۹۰ دقیقه ایی با کیفیت متوسط است که ده دقیقه از آن دارای مجوز نمی‌باشد.

## انتشار برای اعتراض
این فیلم توسط حسین رجبیان در اعتراض به حکم شش سال زندانش و حمایت از دو تن از عوامل اصلی این فیلم مهدی رجبیان مجری طرح و صداگذار و یوسف عمادی صدابردار که همراه با او دستگیر و محکوم شده بودند در بهار ۱۳۹۵ در اینترنت به صورت رایگان منتشر شد.

## نگارخانه

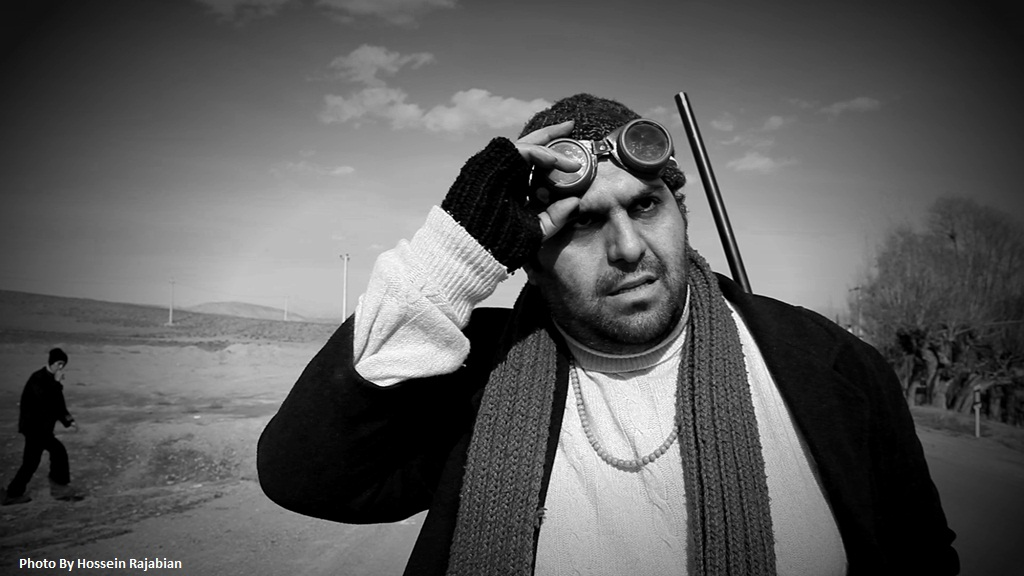
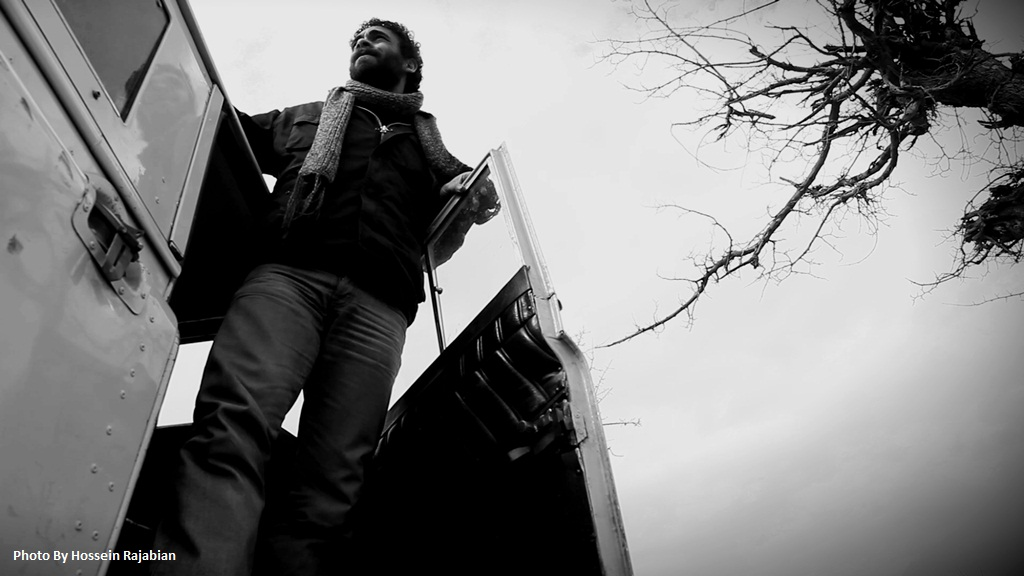
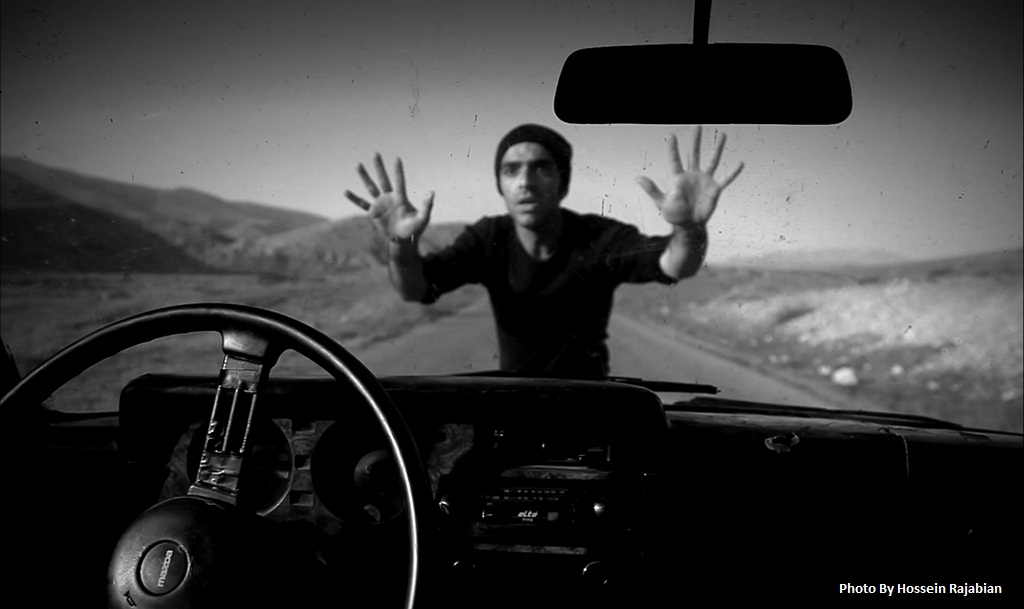
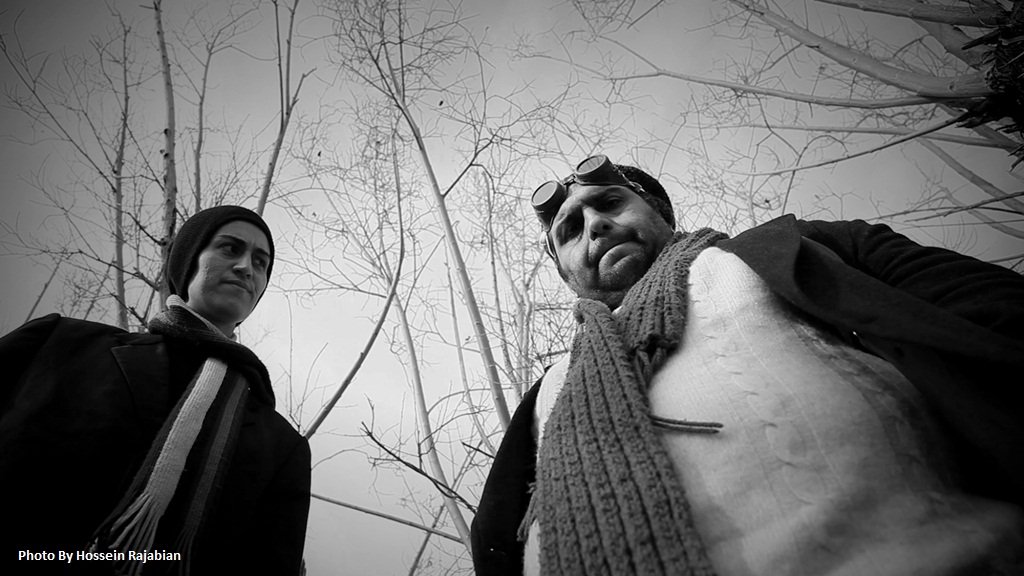
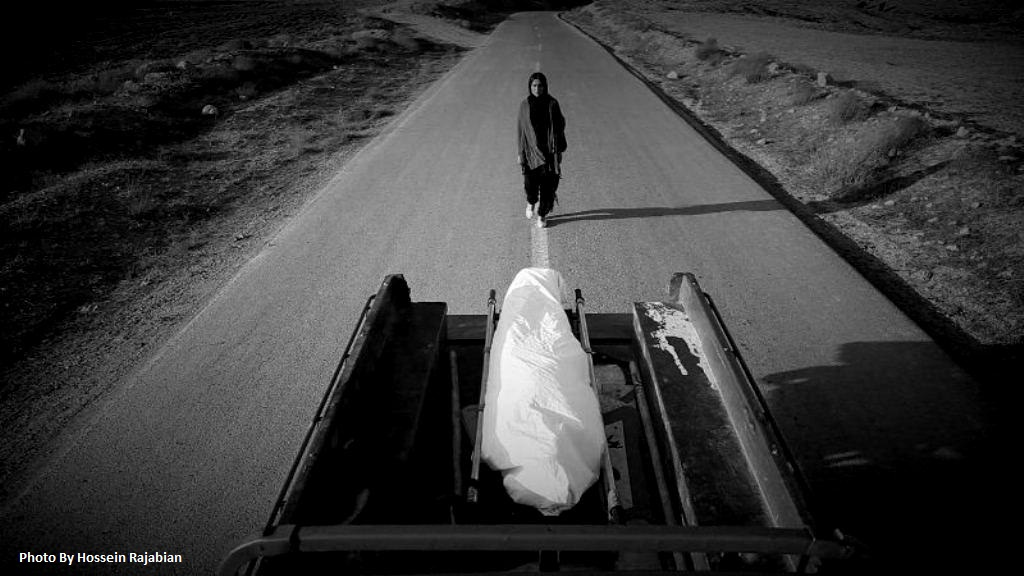
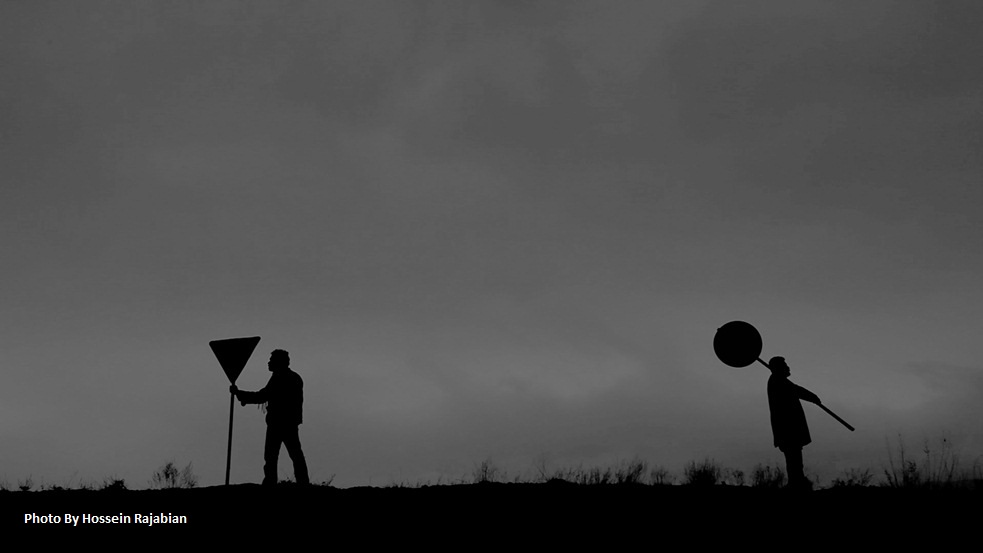
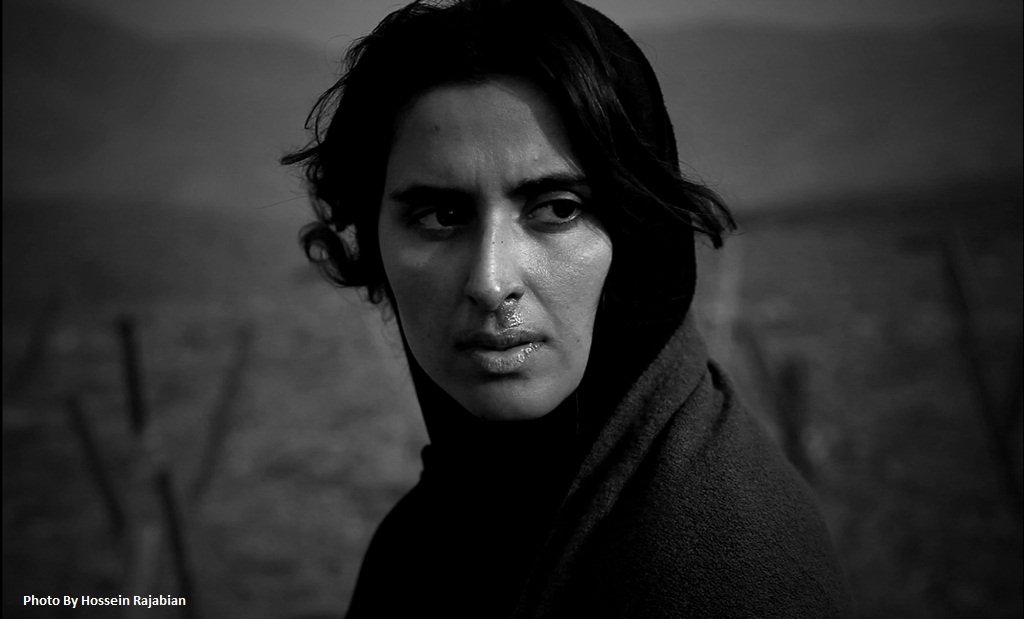
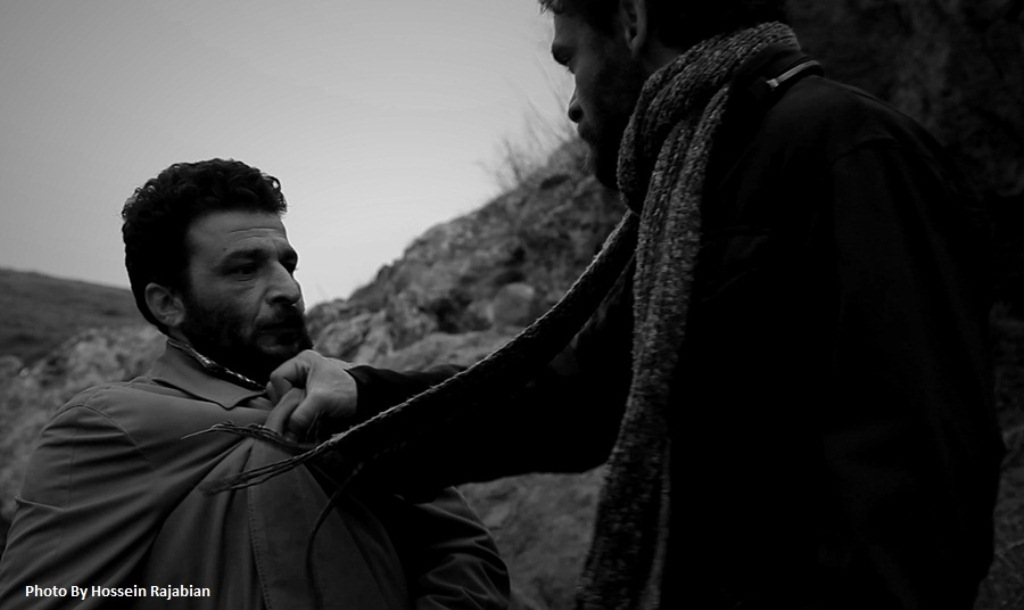
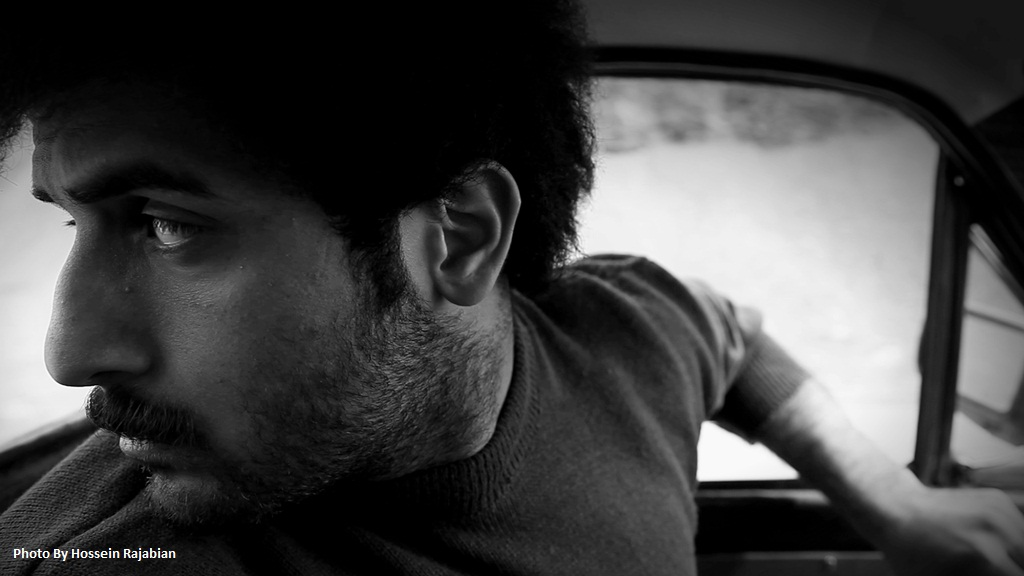
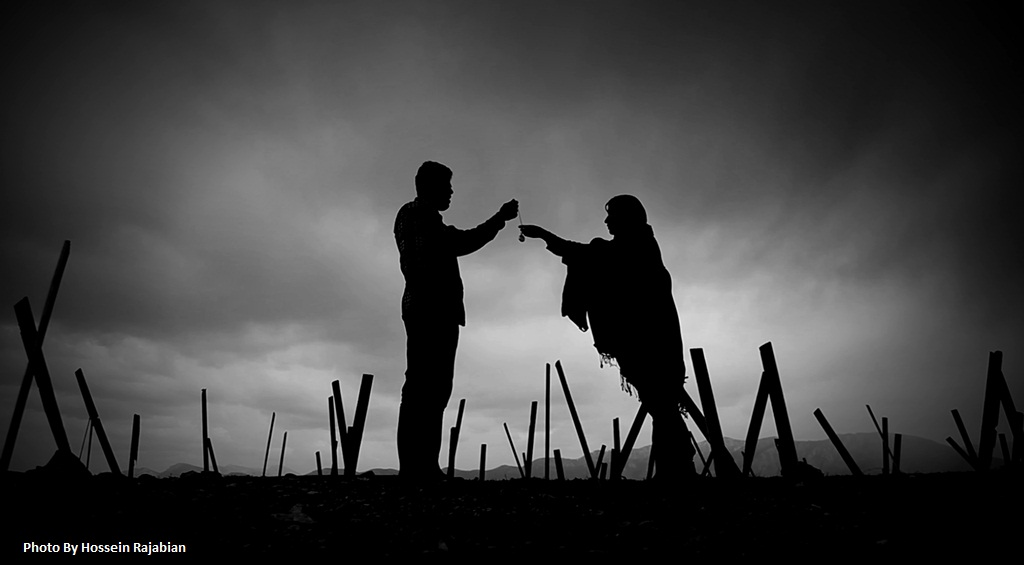
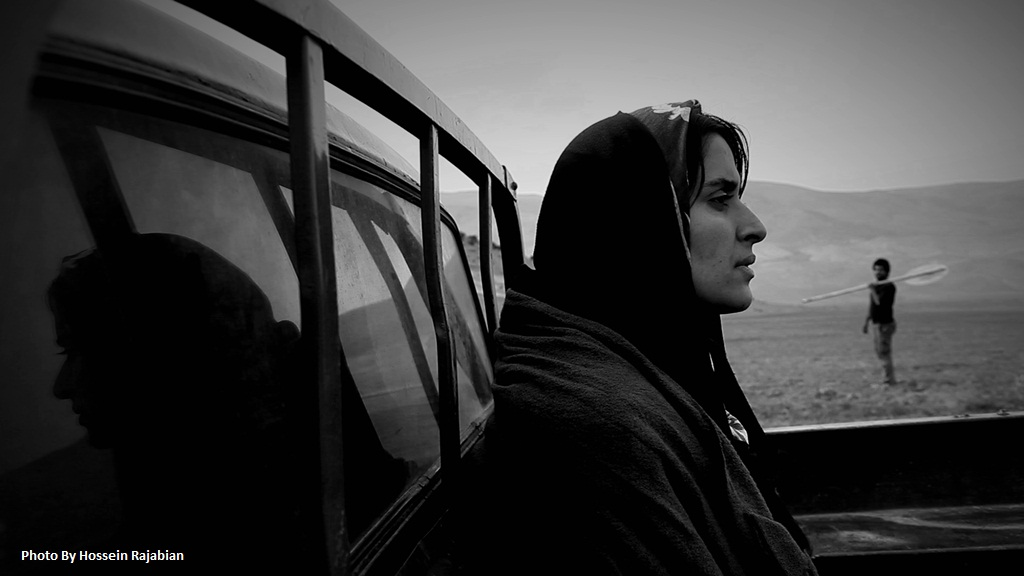
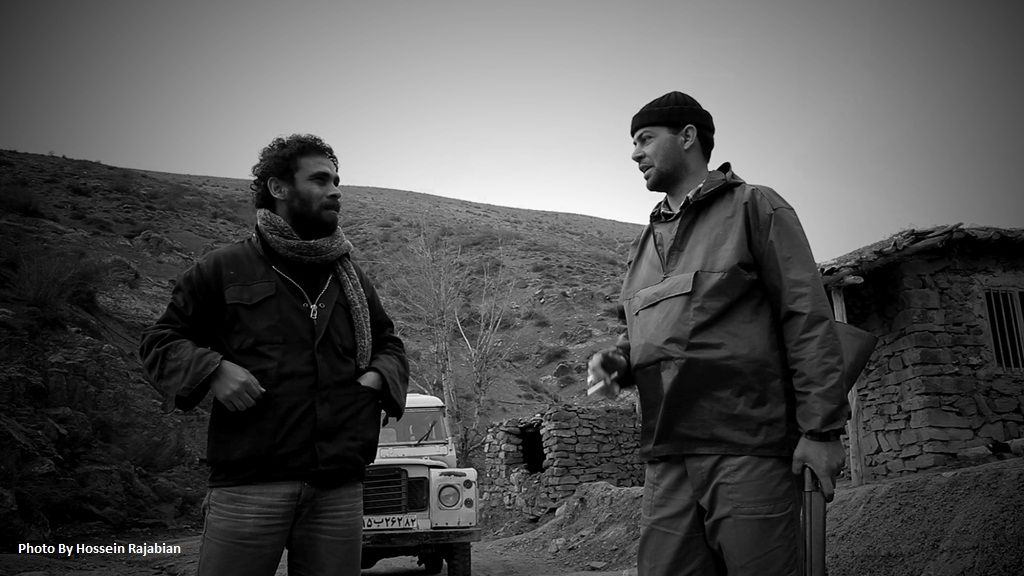
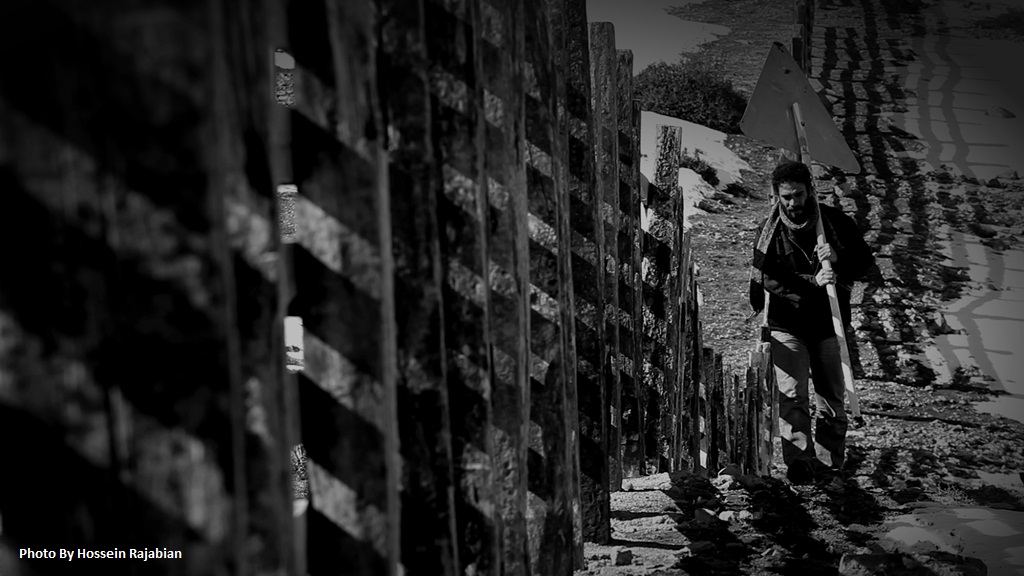
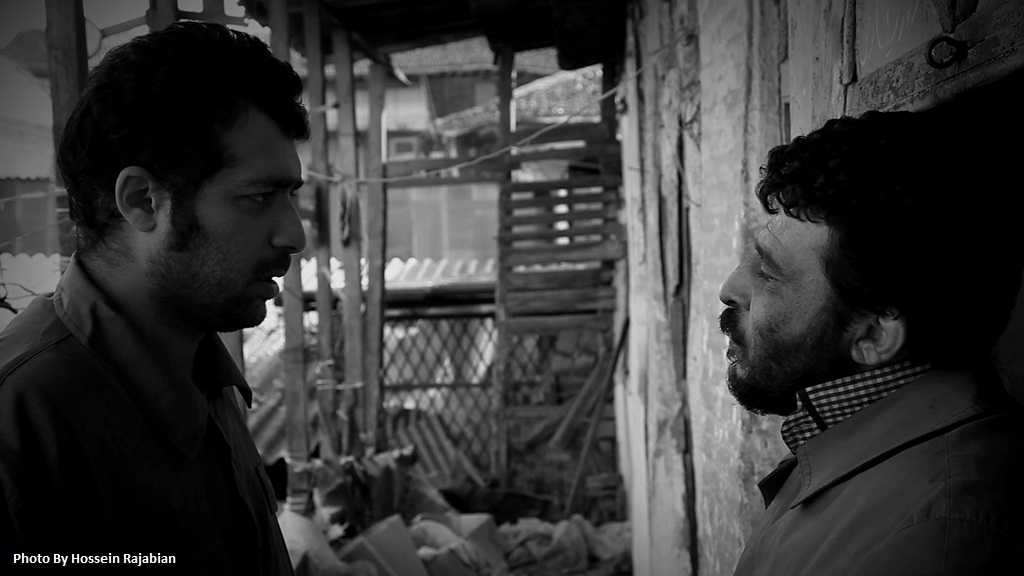
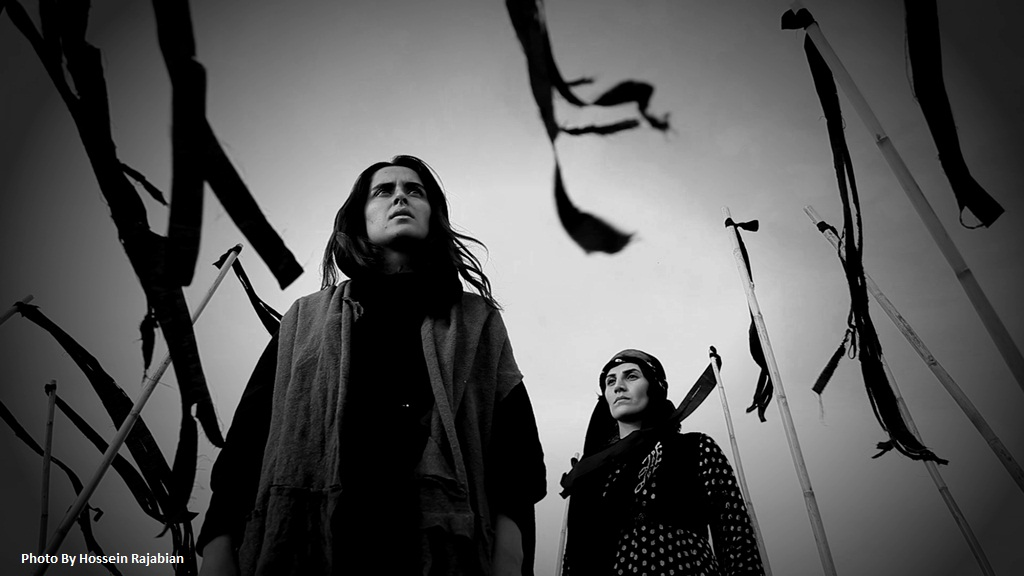
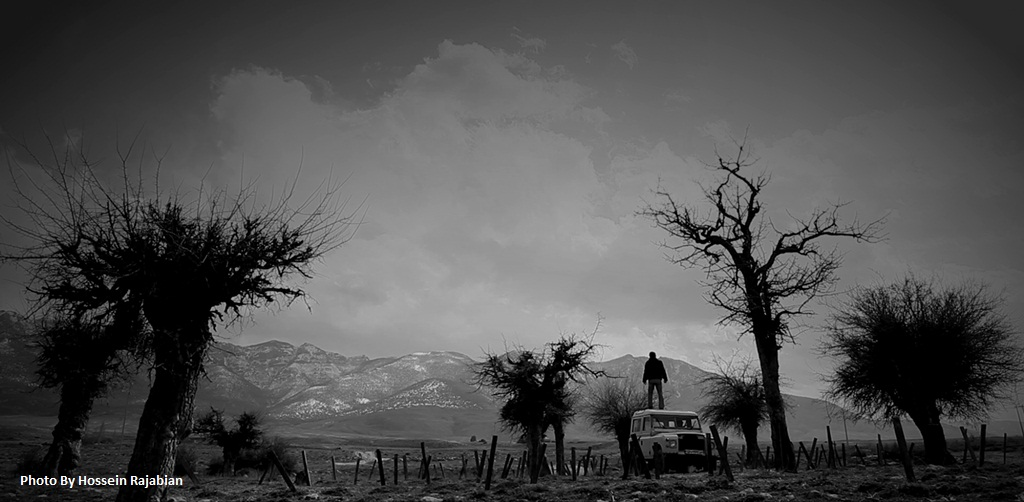
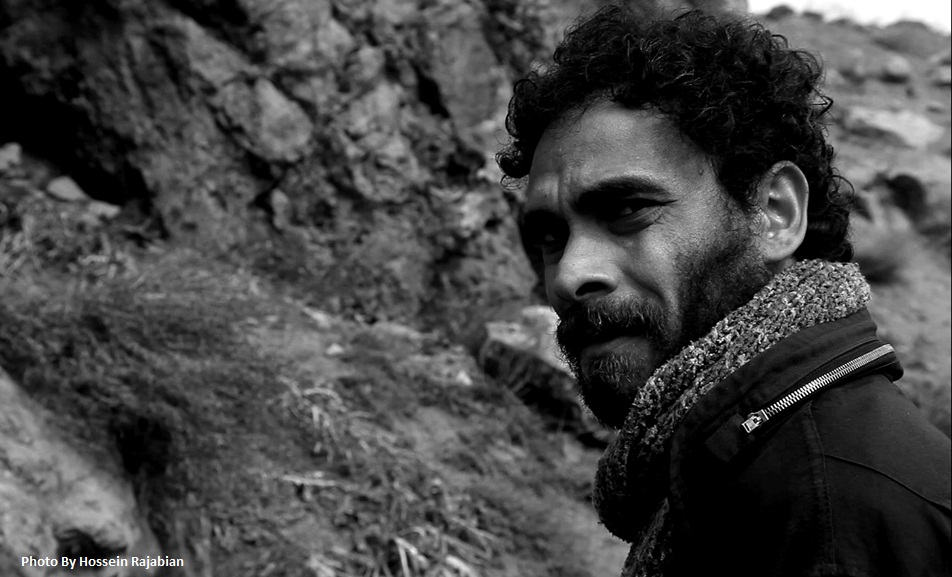
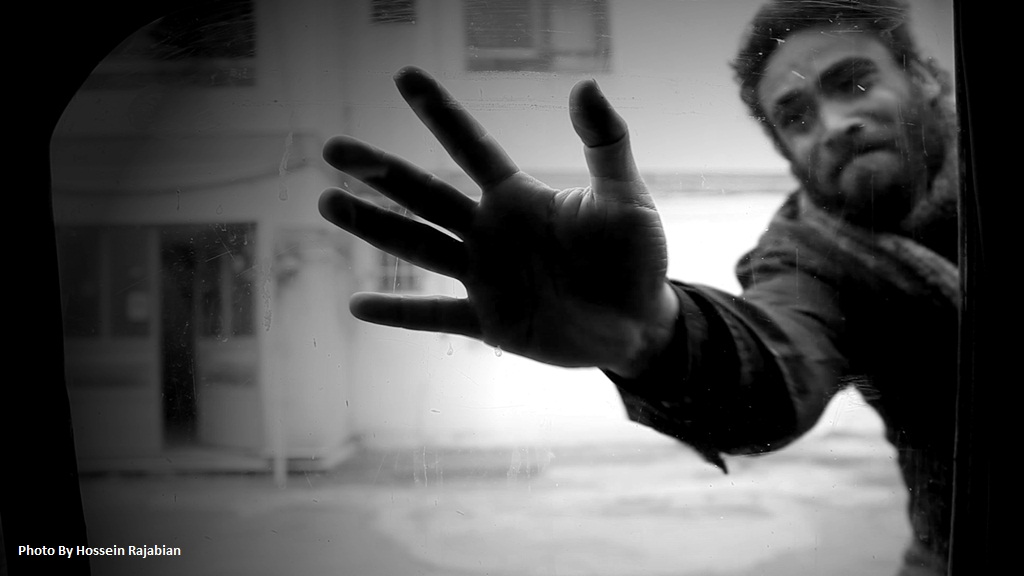
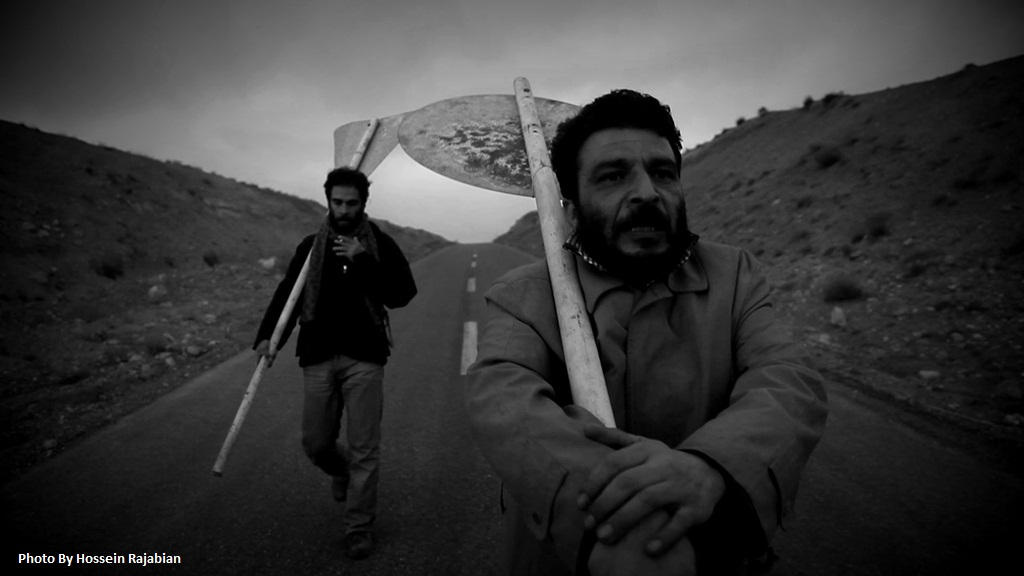
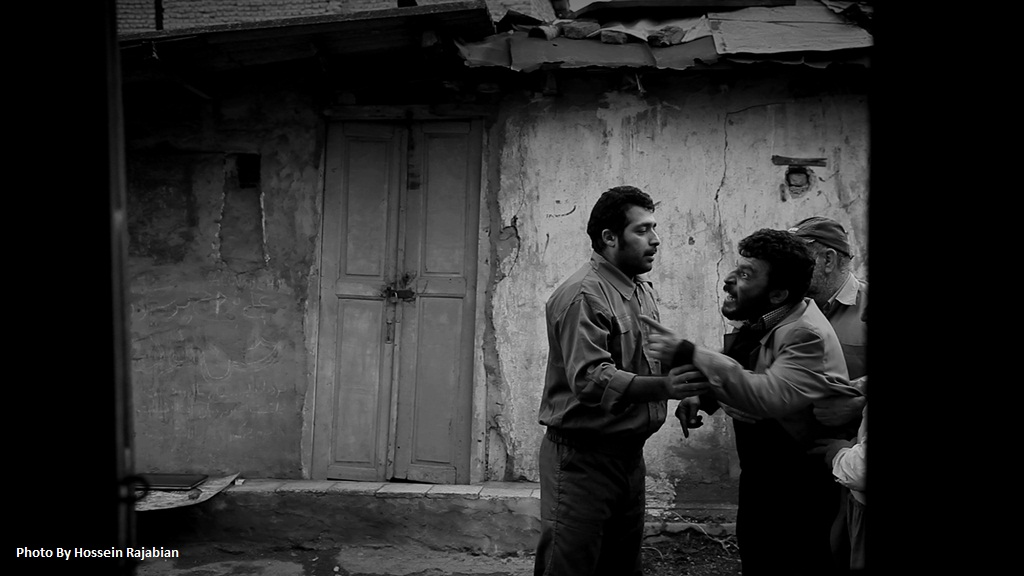
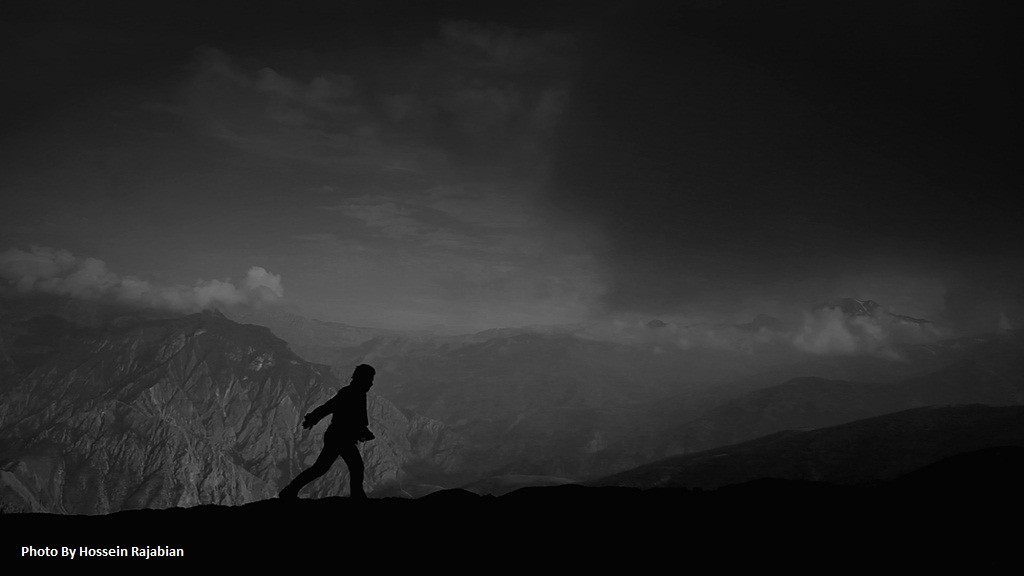
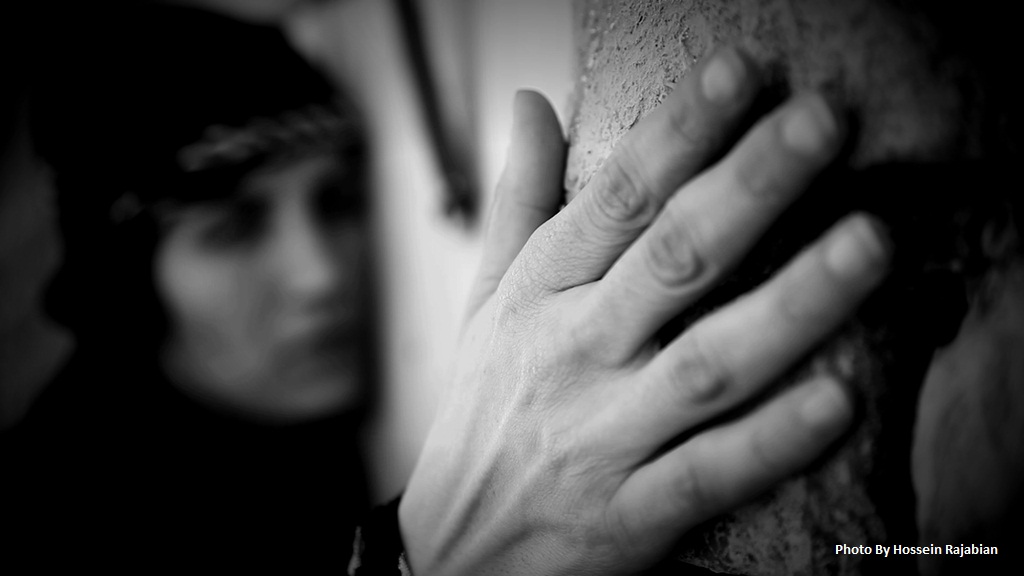
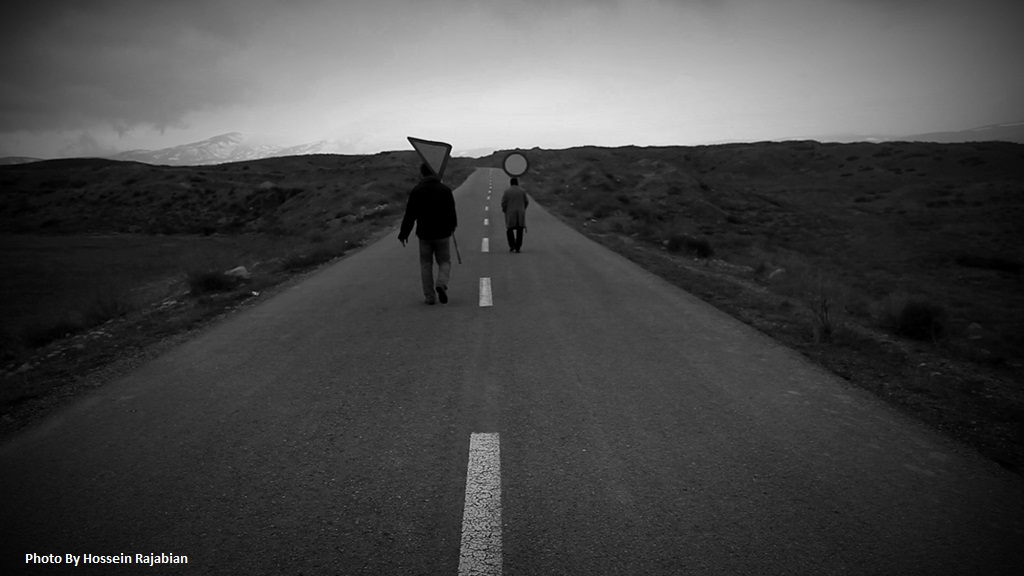
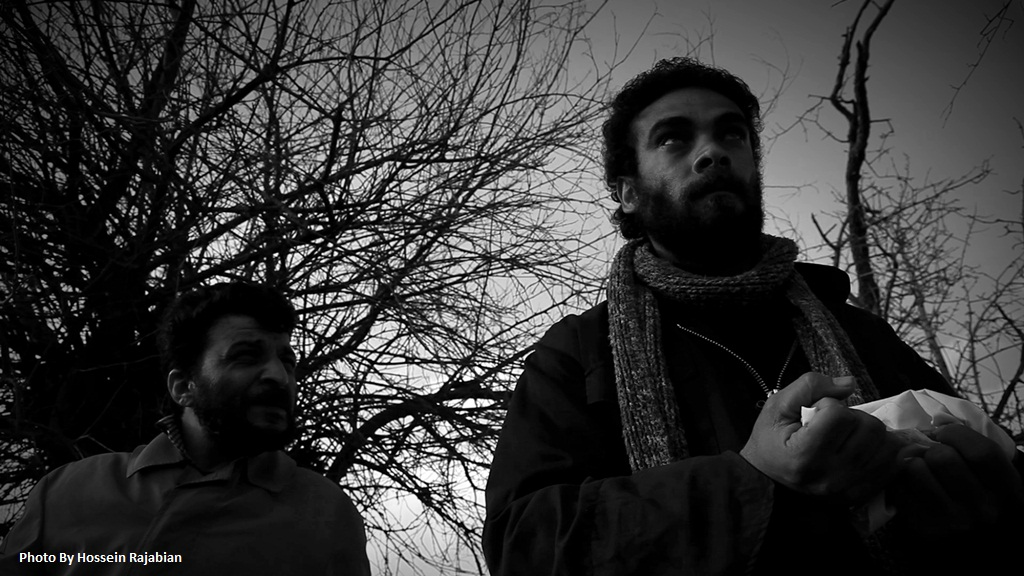
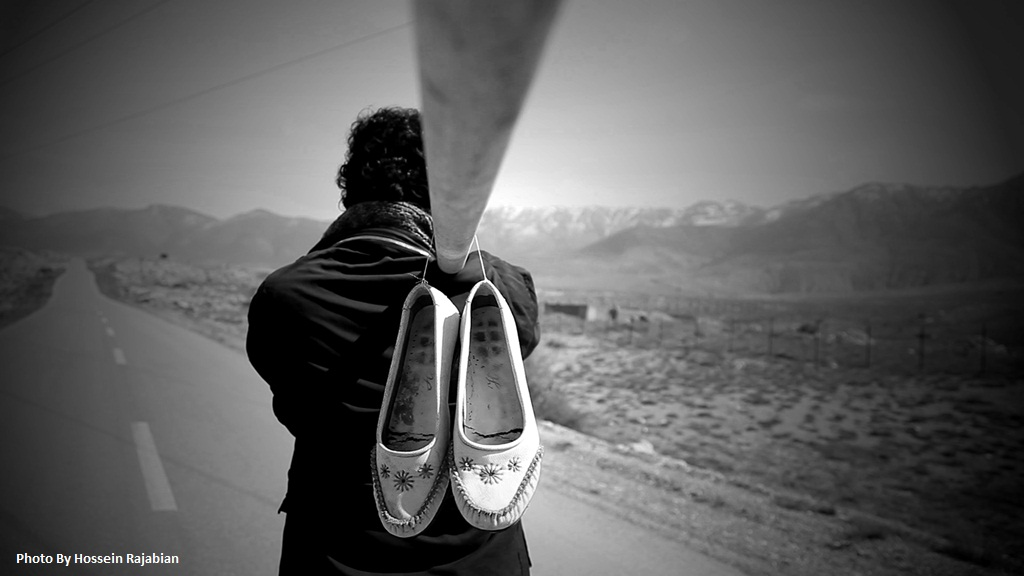
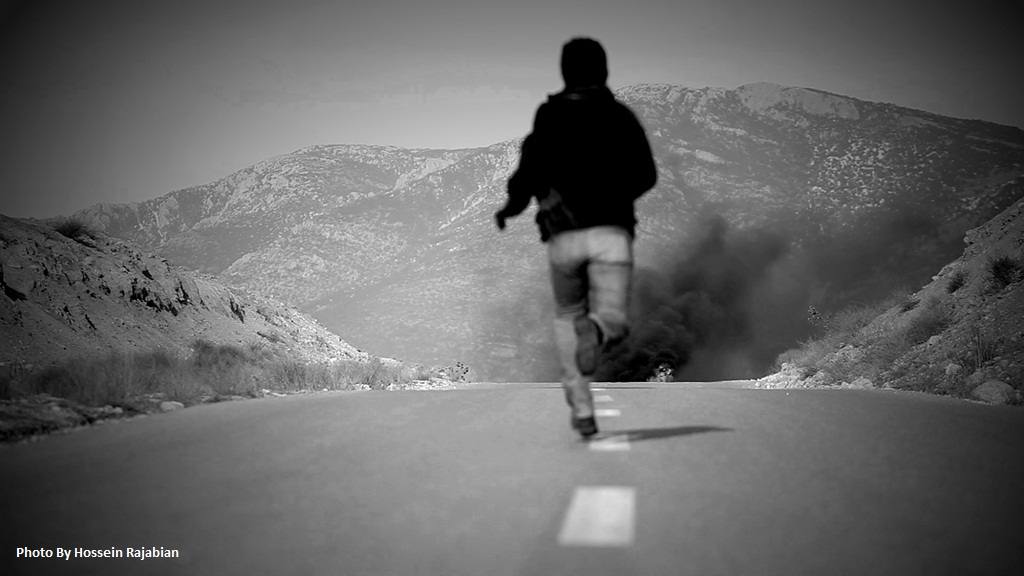
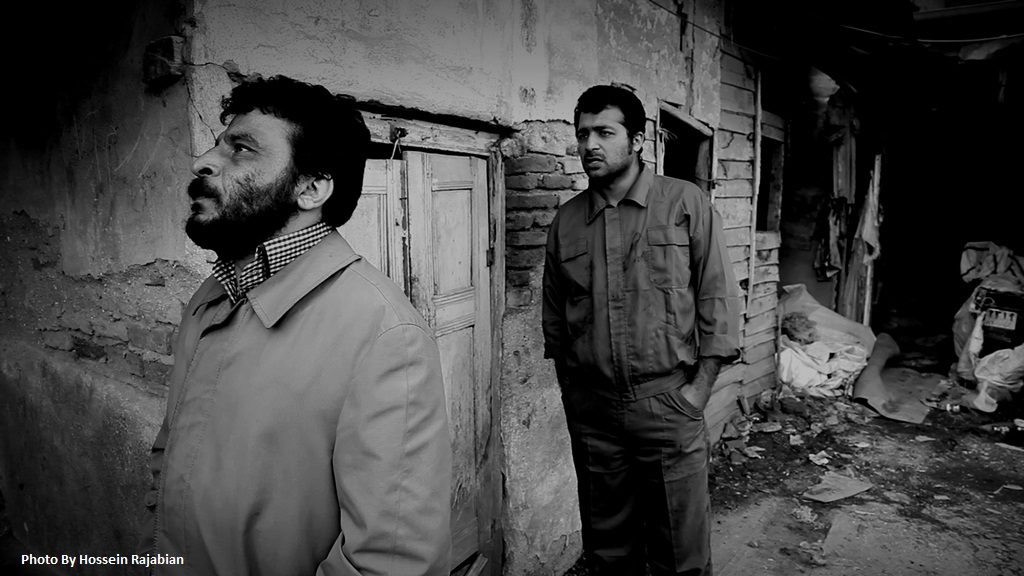
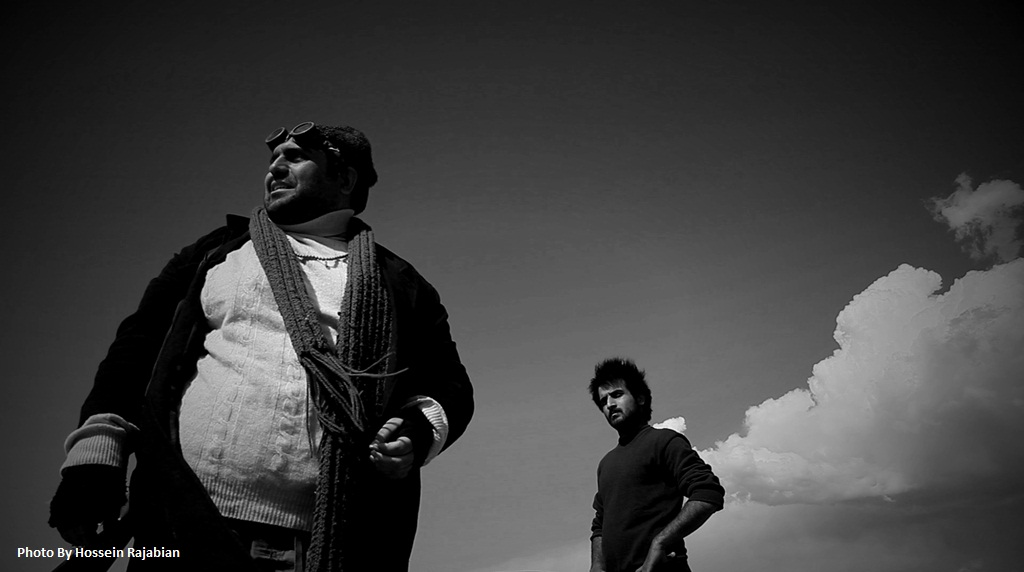